# سیارک ۱۱۵۳۲۶
سیارک ۱۱۵۳۲۶ (به انگلیسی: 115326 Wehinger، نامگذاری:2003SC221) صد و پانزده هزار و سیصد و بیست و ششمین سیارک کشف شده‌است که در ۲۹ سپتامبر ۲۰۰۳ کشف شد.